# Mariano del Friuli
Mariano del Friuli (en friülà, Marian, en eslovè, Krmin) és un municipi italià, dins de la província de Gorizia. L'any 2007 tenia 1.583 habitants. Limita amb els municipis de Cormons, Farra d'Isonzo, Gradisca d'Isonzo, Medea, Moraro i Romans d'Isonzo

## Administració
| Període | Identitat      | Partit         |
| ------- | -------------- | -------------- |
| 2004-   | Adriano Nadaia | Centreesquerra |

## Personatges il·lustres
- Dino Zoff, jugador de futbol.